# Призрачният танц на сиуксите
„Призрачният танц на сиуксите“ (на английски: Sioux Ghost Dance) е американски късометражен документален ням филм от 1894 година, заснет от режисьорите Уилям Кенеди Диксън и Уилям Хейс в студиото Блек Мария при лабораториите на Томас Едисън в Ню Джърси.

## Сюжет
Група сиукси, които са били актуални участници в шоуто на Бъфало Бил, изпълняват пред камерата традиционен индиански танц, наречен „призрачен танц“. Групата се състои от млади и стари сиукси. Те започват да танцуват, обърнати с лица към камерата, след което всеки един от тях заема своята си позиция за танца.